# Twenty Minutes of Love
Twenty Minutes of Love és un curtmetratge mut de la Keystone dirigit per Charles Chaplin i probablement Joseph Maddern, i protagonitzat per ell mateix, Chester Conklin, Edgar Kennedy i Minta Durfee. La pel·lícula, que es va estrenar el 20 d'abril de 1914, és considerada el debut de Chaplin en la direcció cinematogràfica i va ser rodada en una única tarda.

## Argument
Charlot es passeja pel parc entre parelles d'enamorats als que escarneix doncs està gelós. Una noia li demana al seu enamorat que li regali un rellotge com a prova del seu amor i aquest el roba d'un home que s'ha adormit. Mentrestant, la noia perd la paciència d'esperar i en trobar-se Charlot flirteja amb ell però la perd entre els arbres. Després, Charlot veu el lladregot amb el rellotge i li roba al seu torn per acabar donant-lo a la noia. El noi els sorprèn besant-se i descobreix que Charlot és qui li ha pres el rellotge per lo que es barallen. Charlot acaba fugint amb el rellotge i intenta vendre’l al seu amo original, el qual crida la policia. Es produeixen un seguit de corredisses que acaben amb tothom dins el llac menys Charlot que acaba marxant amb la noia.

## Repartiment
- Charles Chaplin (lladregot)
- Minta Durfee (l'enamorada)
- Edgar Kennedy (l'enamorat)
- Chester Conklin (lladregot)
- Eva Nelson (xicota del lladregot)
- Gordon Griffith (un noi)
- Josef Swickard (amo del rellotge)